# Élodie Yung
Élodie Yung (Paris, 22 de fevereiro de 1981) é uma atriz francesa de origem cambojana. É mais conhecida por interpretar a personagem Elektra Natchios na série Daredevil.

## Filmografia

### Filmes
| Ano  | Título original                      | Título em português                              | Papel            |
| 2004 | Les Fils du Vent                     |                                                  | Tsu              |
| 2007 | Fragile(s)                           |                                                  | Isa              |
| 2008 | Home Sweet Home                      |                                                  | Marie-Jo         |
| 2009 | Banlieue 13 - Ultimatum              | 13º Distrito - Ultimato                          | Tao              |
| 2010 | Opération Casablanca                 |                                                  | Isako            |
| 2011 | The Girl with the Dragon Tattoo      | Millennium: Os Homens que Não Amavam as Mulheres | Miriam Wu        |
| 2012 | Dreck                                |                                                  | Eva Gray         |
| 2012 | G.I. Joe: Retaliation                | G.I. Joe: Retaliação                             | Jinx             |
| 2014 | Still                                |                                                  | Christina        |
| 2015 | Gods of Egypt                        | Deuses do Egito                                  | Hator            |
| 2017 | The Hitman's Bodyguard               | Dupla Explosiva                                  | Amélia Roussel   |
| 2020 | Secret Society of Second-Born Royals | Sociedade Secreta dos Segundos Filhos Reais      | Rainha Catherine |

### Televisão
| Ano  | Título original                        | Papel            | Observações |
| 2002 | La Vie devant nous                     | Jade Perrin      | TF1         |
| 2002 | Les Bleus, premiers pas dans la police | Laura Maurier    | M6          |
| 2007 | Sécurité Intérieure                    |                  | Canal+      |
| 2016 | Daredevil                              | Elektra Natchios | Netflix     |
| 2017 | The Defenders                          | Elektra Natchios | Netflix     |

### Vídeo games
| Ano  | Título original    | Papel         | Observações |
| ---- | ------------------ | ------------- | ----------- |
| 2017 | Call of Duty: WWII | Olivia Durant |             |